# Pied-de-Borne
Pied-de-Borne är en kommun i departementet Lozère i regionen Occitanien i södra Frankrike. Kommunen ligger i kantonen Villefort som tillhör arrondissementet Mende. År 2022 hade Pied-de-Borne 197 invånare.

## Befolkningsutveckling
Antalet invånare i kommunen Pied-de-Borne
| Referens: INSEE |